# Песочная жаба
Песочная жаба (лат. Rhinella arenarum) — вид бесхвостых земноводных из семейства жаб, который встречается в южной Бразилии, Уругвае, Парагвае, Аргентине (провинция Чубут на севере) и Боливии (к востоку от Анд). Rhinella arenarum населяет небольшие пруды или болота со стоячей водой, в сухих умеренных местообитаниях, в основном на открытых территориях. Вид распространен локально. Хотя его представителей собирают в образовательных и научных целях, а также они страдают от гибели на дорогах, в целом вид не находится под угрозой исчезновения. Ископаемые остатки представителей этого вида достоверно известны с позднего плиоцена до голоцена центральной Аргентины.